# جون سوتون (لاعب كرة قاعدة)
جون سوتون (بالإنجليزية: John Sutton)‏ هو لاعب كرة قاعدة أمريكي، ولد في 13 نوفمبر 1952 في دالاس في الولايات المتحدة.

## وصلات خارجية
- جون سوتون على موقع دوري كرة القاعدة الرئيسي (الإنجليزية)
- جون سوتون على موقعبيزبول رفرنس.كوم (الدوري الرئيسي) (الإنجليزية)
- جون سوتون على موقعبيزبول رفرنس.كوم (الدوري الثانوي) (الإنجليزية)